# Чудо-замок
«Чудо-замок» — российский короткометражный рисованный мультипликационный фильм 2000 года студии «Союзмультфильм», поставленный режиссёром Галиной Мелько по стихотворению Нины Стожковой.
Второй из трёх сюжетов мультипликационного альманаха «Весёлая карусель» № 31.

## Сюжет
Фильм-загадка о странном замке, оказавшемся добрым цирковым слоном, доставившим детям огромную радость. Слон посадил детей себе на спину и покатал их.

## Создатели
| Режиссёр               | Галина Мелько                                                                             |
| Сценарист              | Нина Стожкова, Галина Мелько                                                              |
| Художники-постановщики | Галина Мелько, Татьяна Строева                                                            |
| Композитор             | Владимир Шаинский                                                                         |
| Художники-аниматоры    | Наталия Богомолова, Дмитрий Куликов                                                       |
| Художники              | Анна Атаманова, Зоя Монетова                                                              |
| Роли озвучивали        | Миша Клыков, Даша Ящук, Настя Васкецова, Андрей Голубев, Саша Чувилькин, Серёжа Чувилькин |

- Создатели приведены по титрам мультфильма.